# 哪吒之魔童降世
《哪吒之魔童降世》是一部2019年上映的中国大陆3D动画喜劇奇幻电影，由饺子执导并与易巧、魏芸芸共同编剧。也是导演饺子的长篇动画处女作。本片以明朝小说《封神演义》为基础，围绕中国传统神话人物哪吒与东海龙王之子敖丙两个角色展开，并在此之上进行原创，讲述了因意外差错成为“魔丸”转世的哪吒，面对命运所迫，没有屈服，而是勇于抗争的故事。
该片於2019年7月26日在中國上映后，在觀眾口碑和商業上都取得了空前的成功，创下了多个动画电影票房纪录。是中国大陆上映的首部票房过20亿、30亿、40亿、50亿，单日票房过2亿和3亿的动画电影。8月2日，成为中国內地电影票房最高的动画电影。8月23日，成為全球單一市場票房最高的動畫電影，也是全球非美国好莱坞制作的票房最高的动画电影，最高时位居世界动画票房总排行榜第24名。中国大陆2019年度电影票房冠军，也是首个获得年冠的动画电影。现为中国影史票房第五名。
电影代表中国角逐第92届奧斯卡金像獎最佳国际影片，亦是首次有华语动画电影送选该奖项，但再次於首輪評選中出局。

## 故事情节
元始天尊将混元珠提炼成灵珠和魔丸两颗，本应是灵珠转世的哪吒因为申公豹把靈珠拿走了，所以被魔丸托生，生来便注定是混世魔王。父母并没有因为他是魔丸而抛弃他，在太乙真人的帮助下，希望哪吒可以学习本领，为民除害，但叛逆的他并没有得到陈塘关人民的认可。期间，哪吒认识了龙王之子敖丙，成为了彼此各自唯一的朋友。面对人们的误解和天雷的降临，生而为魔的哪吒却没有屈从于命运安排，最后凭借一己之力挽救了苍生。

## 配音员
- 吕艳婷（普通话）；馮詠恩（粤语） 声演 儿童哪吒
  - 囧森瑟夫（普通话）；何偉誠（粤语） 声演 少年哪吒
- 瀚墨（普通话）；簡懷甄（粤语）声演 敖丙
- 陈浩（普通话）；袁德基（粤语） 声演 李靖
- 绿绮（普通话）；錢惠玲（粤语） 声演 殷夫人
- 杨卫（普通话）；李家傑（粤语） 声演 申公豹
- 张珈铭（普通话）；譚漢華（粤语） 声演 太乙真人
- 何禹祥 （普通话）；李家輝（粤语） 声演 元始天尊
- 李南（普通话）；何偉誠（粤语） 声演 龙王
- 莫谦（普通话） 声演 长生云
- 任俊鹏（普通话） 声演 海夜叉
- 陶渊（普通话） 声演 李管家
- 囧森瑟夫（普通话） 声演 结界兽左
- 何禹祥（普通话） 声演 结界兽右
- 大海（普通话） 声演 紫龙（北海龙王）
- 朱震（普通话） 声演 红龙（南海龙王）
- 杏林儿（普通话） 声演 黑龙（西海龙王）

## 制作

### 發展
饺子本名杨宇，是中国华西医科大学（现四川大学华西医学中心）的毕业生，然而他从小就爱好中、美、日动画。大三时，他通过同学偶然接触到了三维动画软件，开始自学计算机动画。毕业后，饺子没有从事医学专业，而是在家里闭门做动画。2008年他创作的动画短片《打，打个大西瓜》并在国内外斩获30多个大奖，其中包括第26届德国柏林国际短片电影节国际竞赛单元最高奖项“评委会特别奖” 。
2009年，饺子和《哪吒之魔童降世》制片人刘文章共同创立了可可豆动画。然而当时中国大陆动画市场环境很差，动画公司生存方法就是把制作成本压缩在政府补贴之下，靠补贴做出动画。这种机制催生了一大批质量低劣的国产动画，市场畸形发展，粗制滥造之风盛行。在这种环境下，饺子的工作室勉强靠接一些动画项目的外包项目生存。 
2015年7月，《西游记之大圣归来》横空出世，首日排片占比仅有9.2%，但最后以9.56亿元的总票房收官，创下了内地影史动画电影票房新纪录，位列当年中国大陆影榜第十。大圣的成功使越来越多的人意识到，动画可以在影院拥有一席之地。很多影视公司开始布局动画。当年年底，光线传媒成立了专攻动画的彩条屋影业。彩条屋的CEO易巧在看过《打，打个大西瓜》后认为“这部动画短片立意高远，表现手法非常成熟。它的创作者可以用一台简单的电脑独立完成，这一定是位天才。” 因此找到饺子探讨合作意愿。 而《大圣归来》的成功也给饺子当头一棒，意识到只要和观众“以真心换真心” ，认真努力做好作品中国观众是会认可的。双方一拍即合。

### 前期设计
在获得了彩条屋投资后，饺子很快选定了“哪吒”作为故事的主角。作为中国传统神话的重要题材之一，封神故事有着深厚的大众认知基础和丰富的世界观设定，叛逆的、敢作敢当的少年英雄哪吒则无疑是最适合承接这个主题的人物。作为导演的长篇动画处女作，哪吒也有饺子自身的缩影，饺子放弃了医生这个在很多人眼里有着大好前景的职业，改去学了没人看好的动画。这种行为在旁人眼里可以称得上离经叛道，很多人对此不能理解，也对饺子有很大的偏见。根据饺子的亲身经历，主创团队最终确认了影片的主题：打破成见，做自己的英雄，我命由我不由天。哪吒“丧萌”的形象设计也是出于同一个目的。设计阶段，大哪吒的设计几乎一稿过，因为目标很明确，只负责帅就行了；而小哪吒的人设则十分曲折，改了100多稿才最终敲定。
除对哪吒外，饺子对敖丙及李靖夫妇同样进行了颠覆性的大胆改编。敖丙作为哪吒唯一的朋友，也是孤独中长大的一个人：背负使命、在善恶之间抉择。作为哪吒的父母，李靖夫妇似乎是现代父母的缩影：没有时间陪伴哪吒成长的殷夫人，把哪吒关在府内的严厉父亲李靖，实际上却是有着不善言表但却深沉的父爱，这些最深刻的情感描绘都是源自最初做动画时父母对他的包容和支持。在大众印象中仙风道骨的太乙真人，操着一口獨特的四川普通話，是因为神話中太乙真人的道场位于四川江油市的乾元山金光洞。太乙真人也是全片重要的承接轉折人物。片中负责看守哪吒的结界兽，形象則是参考四川金沙遗址出土的殷商时期文物。在将近两年的时间里，饺子一共改了66版剧本，才最终定稿。最后的剧本与初稿差异度相差80%以上 。

### 后期制作
《哪吒之魔童降世》是IMAX首部中国动画电影，也是彩条屋第一部采用标准化流程，从剧本创作、分镜、设计草稿、后期制作等流程化操作下来的动画电影。从筹划到完成最终至今历时5年，磨合了66个版本剧本。实际参与的制作人员超过1600人，最初全片有5000多个镜头，是普通动画电影的3倍，导演反复挑选后留下了2000个镜头。全片最后一共有1800多个镜头，其中包含1318个特效镜头，是中国历史以来的动画片之最，特效镜头占了总镜头的80%。仅“江山社稷图中四个人抢笔”这个景的草图就做了2个月时间。而结尾的几个大特效段落仅测试时间都在3个月左右。由于预算太少，很多大公司不愿意接哪吒的单子，只好分发给大量小公司去做。制作过程中找了60多家外包公司，用了全国20多个特效团队协作，有的擅长做云，有的擅长做闪电等等。据很多外包公司反应，由于要求太高，动画师和特效师等受到的挫败感特别大。接了《哪吒》项目后离职率陡然升高，其中有一位特效师做“申公豹”变成豹子头的特效，两个月还是通过不了，于是辞职。结果换了公司后，正好《哪吒》找了新的外包公司就是他的新公司，只好继续做“申公豹”，最后终于完成了。因请不起动作指导，饺子还担任了哪吒、敖丙、申公豹等影片主要人物的动作指导。整部电影于7月5日制作完毕。

### 配音和音乐
《哪吒》的制作中，与常规的方式不同，是先配音后制作，配音演员的表情会被采集到相应角色上，让银幕上最终的呈现效果更加逼真。据孩童时期的哪吒的配音演员吕艳婷说，自己是用“人生最低声线”配音，甚至在那之后近乎失声了一个月。而为敖丙配音的演员瀚墨记得，导演对电影的制作要求非常严苛，配音的时候，一句话经常被要求说上上百遍。
配乐由朱芸编创作，贯彻了创新理念，贯穿中西，动用了包括中乐团、西乐团、合唱团、摇滚乐队等200人的队伍来灌制音乐，因地制宜了多种氛围，选择了包括二胡、唢呐、箫、铜管、弦乐等乐器为配饰。
| 曲序 | 曲目                       |             | 作曲        | 主唱        |
| ---- | -------------------------- | ----------- | ----------- | ----------- |
| 1.   | 哪吒（主题曲）             | GAI、大痒痒 | GAI、大痒痒 | GAI、大痒痒 |
| 2.   | 今后我与自己流浪（片尾曲） | 王子        | 王子        | 张碧晨      |

### 彩蛋和致敬
饺子在片中设计了很多桥段和细节向自己喜爱的经典作品致敬。比如哪吒的双丸子头造型、敖丙的双锤武器便来自1979年上海美术电影制片厂的《哪吒闹海》，哪吒得到混天绫和火尖枪后的那一段舞枪，完全再现当年的动画；结界兽用兵器挑开结界的动作，借鉴的是国产经典动画《大闹天宫》；太乙真人阅读《神仙的自我修养》、陈塘关百姓吃惊咬嘴动作，一看便知是在向周星驰喜剧致敬；至于哪吒用变身术捉弄敖丙和申公豹，灵感来自成龙的代表作《双龙会》。四人夺笔的桥段参考了电脑游戏“三维弹球”……对老港片、中国传统动画乃至好莱坞动画的大量化用、借鉴，让影片形成了一种博采众长的杂糅风格。
该片亦和《西游记之大圣归来》在上映前的7月23日发布联动短片。该片结尾处则有三个彩蛋，其中第三个彩蛋宣布了彩条屋中国神话系列的第二部电影《姜子牙》将在2020年上映。

## 发行
《哪吒之魔童降世》原定于2019年8月16日在中國上映，但由于包括多部影片因种种原因撤档与对自身质量的自信在内而宣布提档至7月26日在中国大陆以3D、IMAX 3D和中国巨幕3D等形式正式上映。在此前，該片已在7月13日起在中國各地作大規模點映。该片原定于在中国大陆于8月26日下映，由于票房后劲强势，发行方在8月14日决定将延长上映1个月至9月26日，之后再延长一个月至10月26日。2020年7月20日，中国大陆电影院重新开放时此片重映。
2019年8月15日，《哪吒之魔童降世》确认将在北美上映，由Well Go USA负责发行
，IMAX 3D版本于8月29日上映，9月6日在其他院线上映。电影亦自8月23日起于澳大利亚、8月29日和8月30日起分别于新西兰和英国部分城市上映，由华人影业负责发行。除新加坡以外的东南亚地区则由Encore Films发行该片，越南正式上映日期是9月20日，印度尼西亚是9月26日，泰国则是12月5日。
| 發行日期      | 國家/地區     | 發行商       |
| ------------- | ------------- | ------------ |
| 2019年7月26日 | 中国大陆      | 光线传媒     |
| 2019年8月23日 |               | 华人影业     |
| 2019年8月29日 | 美国、 加拿大 | Well Go USA  |
| 2019年8月29日 | 新西兰        | 华人影业     |
| 2019年8月30日 | 英国          | 华人影业     |
| 2019年9月20日 | 越南          | Encore Films |
| 2019年9月26日 | 印度尼西亞    | Encore Films |
| 2019年12月5日 | 泰國          | Encore Films |
| 2020年1月16日 | 香港、 澳門   | 鐳射發行     |

## 反响

### 评价
豆瓣电影得分8.4，有41.9%的用戶給予其5星好評。貓眼電影則根據409萬用戶的評分而獲得9.6的高分。
烂番茄根据15篇专业影评得到87%的“新鲜度”，平均得分7.22，而该网站上给出的观众评分为98% ；在Metacritic上，该影片的评分为54分（满分100分）。
《西游记之大圣归来》导演田晓鹏上映前曾在个人微博上留言“《哪吒之魔童降世》是不是特别好看，因为它是饺子导演的作品，这家伙是个鬼才，他和“哪吒”的未来都不可限量。但凡觉得我夸张到时候给您报销。”。《流浪地球》的导演郭帆表示“好看到炸裂！恭喜饺子！第一次看动画片哭成狗”，2019年8月31日，《哪吒》总票房超《流浪地球》，《流浪地球》导演郭帆祝贺《哪吒》：“热烈恭贺，小哪吒票房超越小破球，成为中国影史新亚军！小哪吒，抬头向前，继续冲！”。知名导演张艺谋指出，从《我不是药神》、《流浪地球》到《哪吒》，近年来中国电影出现的“爆款”表达出了中国味道，表达了中国人的情怀和精神，无一例外都是典型的中国作品。。光线传媒董事长王长田认为《哪吒》的成功在于情绪贴合年轻人：“贴合了年轻人希望改变自己命运，以及对成功机会有忧虑，《哪吒》正好说的就是不管命运是怎样施加过来，都要打破。”
国家电影局于2019年8月23日组织召开了动画电影《哪吒之魔童降世》研讨会。与会专家认为，《哪吒》通过对中国经典神话传说人物和故事的创造性改编，实现了对中华优秀传统文化的弘扬和重塑，符合当代社会和年轻观众的需求。“我命由我不由天”的主题也能引发全年龄段观众的共鸣，真正实现动画电影“合家欢”。 北京电影学院动画学院院长李剑平则表示，《大圣归来》《哪吒》等一批“国漫”的崛起提升了动画专业学生的文化自信心，“把对国外动画的崇拜转化成对国内动画的关注，对自信心成长和创作方向引领都起到了积极作用。”

### 影响
自《哪吒之魔童降世》点映以来，该电影的出品方和发行方光线传媒的股价应声大涨，从6月份的6.51元的低点一路上涨至8月的8.71元，2个月的涨幅超过30%。
截止10月7日，《哪吒》公开的衍生品销售额已经超过1800万元，刷新了中国电影衍生品总额新纪录。
业界此前普遍认为电影市场存在“动画天花板”，此前的动画票房冠军《疯狂动物城》截止《哪吒》上映时位列中国内地影史第27名，未入前二十 。《哪吒》则把《疯狂动物城》保持的总票房纪录整整拔高了3倍以上，和《战狼2》及《流浪地球》作为国产电影包揽了影史前三，被认为分别实现了动画、动作和科幻类型的突破。网友戏称中国影史票房冠军《战狼2》为“京炸”，《流浪地球》为“木炸”，与本片“哪吒”共同组成“陈塘关三兄弟”。《哪吒》总票房超过《复仇者联盟4》后，称之为“陈塘关三兄弟”的史诗级会面。

## 票房

### 中国大陸
《哪吒之魔童降世》在7月13日和14日开始在全国进行小规模点映，并收获了良好口碑，片方随即宣布扩大点映规模，于7月17日-21日进行大规模点映。由于点映过于火爆，成为首部在正式上映前，点映与预售票房便已突破一亿元人民币的动画电影。
本片于7月26日星期五早上8：00电影在中国各大影院上映，因点映期间收获了极高口碑，首日以33.0%的排片占比创下了国产动画的最高首日排片记录。上映首日仅1小时29分就破亿，票房最终达到1.38亿元，刷新了大陆影史动画电影首日票房纪录。首周周末7月27日及28日，票房双双突破2亿，成为中国大陆影史首部单日票房破2亿的动画电影。最终开画首周3日内共收得7亿票房，创造了中国大陆动画电影单日票房及首周票房新纪录。7月30日16时11分，上映第5天总票房突破10亿，超过此前内地国产动画电影的最高票房——《西游记之大圣归来》的记录（9.56亿）。8月2日，上映第8天票房突破16亿，超过此前内地动画电影的最高票房——《疯狂动物城》的记录（15.27亿），由此取得了中国内地动画电影全部记录的大满贯（总票房、首日票房、单日票房、首周票房）；在口碑效应的的带动作用下，上映第9天即次周周六8月3日晚9时，票房突破20亿，成为第17部破20亿的电影。同时周日单日票房也突破3.4亿，再一次大幅刷新由自身所保持的动画电影单日票房记录；8月8日17时，上映第14天票房突破30亿，成为第8部破30亿的电影；8月18日0时，上映第24天票房突破40亿，成为中国内地第4部破40亿的电影。8月23日，上映第29天总票房达到43.1亿，超过《复仇者联盟4：终局之战》。8月31日15时，上映第37天时总票房达到46.54亿，超过《流浪地球》，位列中国影史票房亚军（后于2021年3月6日20时27分，被《你好，李焕英》超越，成为中国影史票房季军），也是影史前十部中唯一一部动画电影。经过年终票房补录，《哪吒》最终票房突破50亿，成为第2部破50亿的影片，仅次于《战狼2》。
8月13日。该片在上映第19天时，成为继《战狼2》、《流浪地球》後第三个观影人次突破1亿大关的电影。截至9月28日，累计观影人数达到1.39亿人次，超越《泰坦尼克号》（1.38亿人次）成为全球单一市场单片观影人次第二高的电影，仅次于《战狼2》（1.6亿人次）。
该片自首映日7月26日起，蝉联4周共计28天票房日冠军，追平《捉妖记》成为自2011年以来内地保持日冠天数最长的电影。其中19天破亿，超过由《战狼2》保持的18天破亿记录，创造了内地影史新纪录。并且根据实时汇率计算，超过《你的名字》（3.6亿美元）成为目前票房最高的亚洲动画电影及非英语动画电影（非英语动画电影票房第二名则是2020年的《鬼灭之刃剧场版：无限列车篇》有5.07亿美元），超过《超人总动员2》在北美地区创下的6. 0858亿美元纪录，成为全球单一市场票房最高动画电影。
| 上一届： 《银河补习班》 | 2019年中国内地一周票房冠军 第29-32週 | 下一届： 《速度與激情：特別行動》 |

### 海外地区
2019年8月23日，《哪吒》在澳州27家影院小规模上映，首周获43.8万美元为当周第四名，登顶近十年华语影片首周冠军。最大扩至41家影院，最终累计票房136万美元。为近十年来华语电影票房冠军。
2019年8月29日，《哪吒》在新西兰11家影院小规模上映，首周共取得13.6万美元，为当周票房总榜亚军。创近十年华语电影首日最高票房纪录，至下映累计票房28万美元，登顶近十年来华语电影票房冠军。
2019年8月29日，该片IMAX 3D版本在北美地区66家影院率先上映，包含周一劳动节在内首周共取得148万美元。次周起于135家影院全面上映，至下映累计票房369万美元。
2019年8月30日，《哪吒》在英国17家影院小规模上映，首周共获得票房5.5万美元。
2019年9月20日，《哪吒》在越南大规模上映，包含点映在内首周共获得29.4万美元票房，登顶当周周末冠军。

## 奖项
在第16届中国动漫金龙奖上，《哪吒之魔童降世》共获得四大奖项，成为金龙奖举办16届以来单届获奖最多的作品，这也是该影片上映以来在中国获得的首批殊荣。
| 年份   | 奖项                 | 类别                                                            | 结果 | 参考来源 |
| ------ | -------------------- | --------------------------------------------------------------- | ---- | -------- |
| 2019年 | 第16届中国动漫金龙奖 | 最佳动画长片奖金奖 最佳动画导演奖 最佳动画编剧奖 最佳动画配音奖 | 獲獎 | [ 63 ]   |
| 2020年 | 第35届大众电影百花奖 | 最佳影片                                                        | 提名 |          |
| 2020年 | 第35届大众电影百花奖 | 最佳編劇                                                        | 獲獎 |          |
| 2020年 | 第35届大众电影百花奖 | 最佳導演                                                        | 提名 |          |
| 2023年 | 第18屆中國電影華表獎 | 优秀故事片                                                      | 獲獎 |          |

## 後續作品

### 續集
電影上映後不久，就傳出製作團隊已在計畫續集。导演饺子透露，如果《哪吒之魔童降世》能回本就有望推出續集，且其劇本已在打磨中。
2024年12月10日，官宣定档于次年之大年初一上映续集《哪吒之魔童闹海》。

### 衍生漫畫
2020年1月漫畫平台「一本漫畫」推出《哪吒之魔童降世》的官方外傳漫畫《敖丙传》，由導演餃子監製，漫畫家二斯特洛夫斯基與古吉繪著。

## 侵权事件
2019年11月，《五维记忆》制作方中影华腾正式起诉《哪吒之魔童降世》剧组，认为该片在人物形象设计、故事情节和制作元素等方面，与《五维记忆》有大量相同或相似之处，侵犯其改编权、复制权和发行权，并且在发布相关声明后，其主创遭遇网络暴力及名誉侵权行为，故请求判令《哪吒之魔童降世》编剧导演及出品方立即停止侵权、刊登声明以消除影响、连带赔偿经济损失5000万元人民币并承担合理费用100万元。11月11日，北京知识产权法院宣布受理此案。

## 备注
1. 1 2  “京炸”为金吒，“木炸”为木吒的谐音，皆是哪吒的哥哥。